# كولجيت

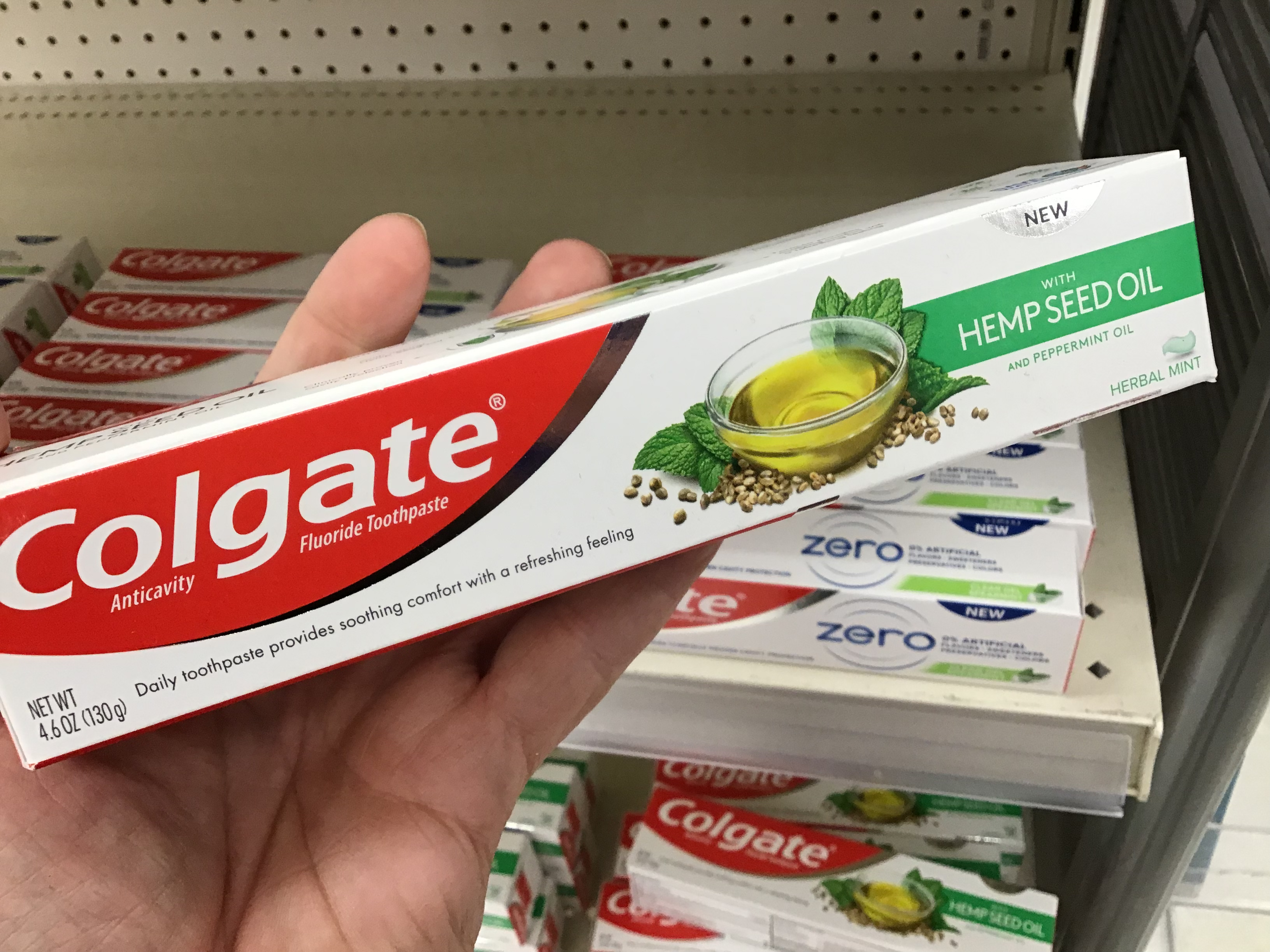
صورة لمستهلك يحمل كولجيت بزيت بذور القنب

كولجيت (بالإنجليزية: Colgate)‏، هي شركة أمريكية تهتم بصناعة معجون الأسنان، أسست في الولايات المتحدة سنة 1873م، ولها فروع في جميع أنحاء العالم
تم بيع منتجات نظافة الفم من كولجيت لأول مرة من قبل الشركة في عام 1873، بعد ستة عشر عامًا من وفاة مؤسسها ويليام كولجيت. كانت الشركة تبيع الصابون في الأصل.

## التاريخ
تم بيع معجون أسنان كولجيت في عبوات زجاجية منذ عام 1873. وتم تقديمه في أنابيب كالتي ابتكرها كالودونت، وجونسون آند جونسون (زونويس) وشيفيلد، في عام 1896.
أصبح معجون الأسنان من كولجيت مشهور في الخمسينيات من القرن الماضي بشعار «ينظف أنفاسك بينما ينظف أسنانك»، بقلم مؤلفة الإعلانات أليسيا توبين.
اعتبارًا من عام 2002 احتلت شركة كولجيت 20% من حصة سوق معاجين الأسنان في الصين. وبحلول عام 2015 استحوذت أيضًا على ما يقرب من 70% من سوق العناية بالفم في البرازيل.
في عام 2007 أخبرت هيئة معايير الإعلان في المملكة المتحدة شركة كولجيت أنها لم تعد قادرة على الادعاء بأن 4 من أصل 5 أطباء أسنان أوصوا بـ كولجيت. أظهر التحقيق أن الدراسة استطلعت آراء أطباء أسنان عبر الهاتف لإدراج معاجين الأسنان التي أوصوا بها، وتمت التوصية بمنافسيهم بمعدلات مماثلة. وتم اعتبار الادعاء خادعًا.
اعتبارًا من عام 2015 كانت منتجات العناية بالفم (التي يتم إنتاجها بشكل أساسي تحت علامة كولجيت التجارية) أكبر مصدر دخل لشركة كولجيت بالموليف، حيث شكلت حوالي 7.5 مليار دولار أمريكي، 47% من صافي المبيعات على مستوى العالم (مع منتجات العناية الشخصية مثل الشامبو. 20% ومنتجات العناية المنزلية مثل منظفات الغسيل 19% ومنتجات تغذية الحيوانات الأليفة تشكل النسبة المتبقية 14٪).
سجلت شركة كولجيت علامة معجون الأسنان التي تحتوي على زيت بذور القنب مع الحكومة الأمريكية في حوالي يناير 2020
في فبراير 2020 أعلنت الشركة الأم لكولجيت عن اتفاقية لشراء منتجات شركة هيلو، وهي شركة في نيو جيرسي كانت قد قدمت في وقت سابق من الشهر معاجين الأسنان وغسول للفم ومرطبات الشفاه التي تحتوي على الكانابيديول.

## الاستخدام
وفقًا لتقرير صادر عن شركة كانتر ورلد بانيل المتخصصة في أبحاث السوق لعام 2015، فإن كولجيت هي العلامة التجارية الوحيدة في العالم التي اشتراها أكثر من نصف جميع الأسر. تتمتع كولجيت باختراق السوق العالمية بنسبة 67.7% وحصة سوق عالمية تبلغ 45٪. علاوة على ذلك فقد حافظت على أعلى معدل نمو لجميع العلامات التجارية في الاستطلاع حيث اشترت 40 مليون أسرة جديدة منتجات تحمل علامة كولجيت في عام 2014.